# Битва при Рокурі (1746)

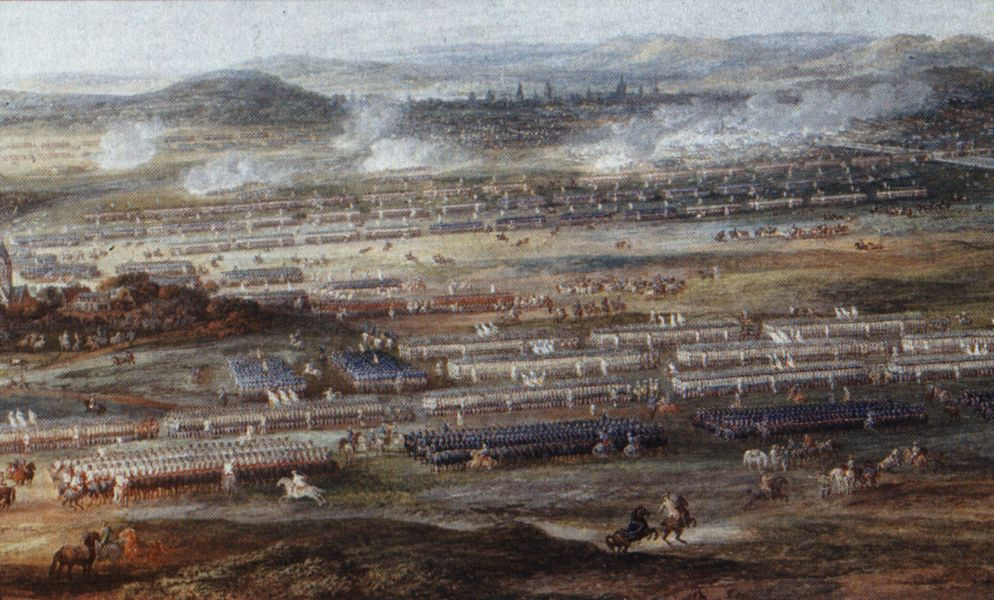

Битва при Рокурі (англ. Battle of Rocoux, фр. Bataille de Raucoux) — битва 11 жовтня 1746 року між французькими військами, з одного боку, і союзними силами англійців, голландців і ганноверців («Прагматична санкція»), з іншого, поблизу Рокура (або Року), передмістя Льєжа (Бельгія) під час війни за австрійську спадщину.

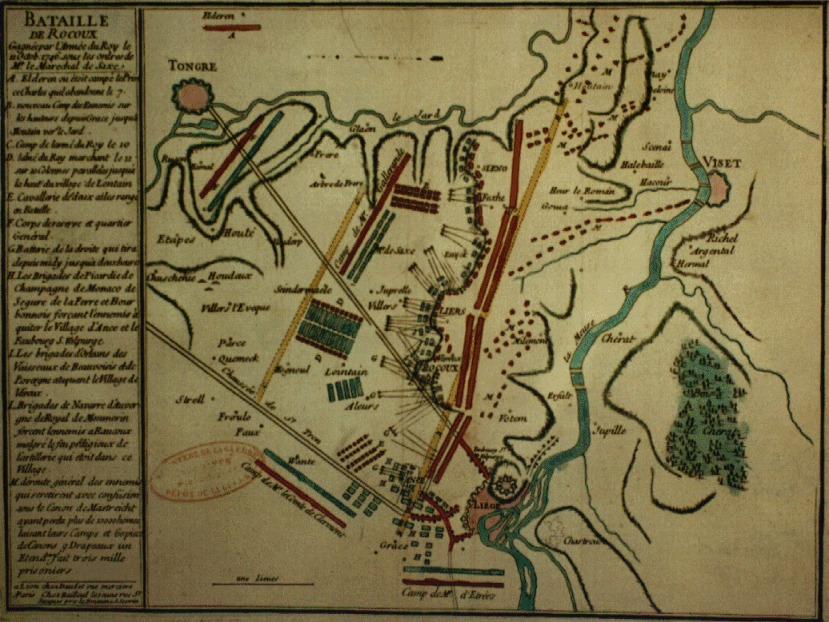

Французька армія під командуванням Моріца Саксонського налічувала близько 120 тис. вояків, армія союзників з Прагматичної санкції під командуванням австріяка Карла Лотаринзького та британського генерала сера Джона Лігоне (англ. John (Jean Louis) Ligonier, 1st Earl Ligonier — 80-97 тис. Моріц Саксонський на той час практично захопив Фландрію і погрожував вторгнутися в Нідерланди. Союзники з «Прагматичної санкції» зайняли позиції поруч з Льєжем: голландці — на лівому фланзі, британці та ганноверці — в центрі, австрійці — на правому фланзі.
Французи зосередили головний удар проти голландських частин і маючи велику перевагу в силах після третього штурму змусили голландців відступити за британське та гановерське військо, які також почали відступати. Австрійці на правому фланзі не зробили жодних спроб, щоб взяти на себе ініціативу і виступити проти французького лівого флангу. Кавалерія Лігоне і деякі британські, ганноверські і голландські піхотні частини прикрили загальний відступ, що дозволило зберегти основні сили союзників.
Французи перемогли і захопили Льєж.